# Мила Родино
„Мила Родино“ е националният химн на България от 1964 г.
Основа на музиката и текста е песента „Горда Стара планина“, написана от Цветан Радославов през 1885 г. Той я композира по пътя към бойното поле по време на Сръбско-българската война. Текстът е променян многократно, за последен път – през 1990 г.

## Настояща версия на химна
Горда Стара планина,
до ней Дунава синей,
слънце Тракия огрява,
над Пирина пламеней.
Припев:
Мила Родино,
ти си земен рай!
Твойта хубост, твойта прелест,
ах, те нямат край!
- Горда Стара планина...
- …до ней Дунава синей…
- …слънце Тракия огрява…
- …над Пирина пламеней.

## Други варианти на текста
Първоначален текст от Цветан Радославов
Горда Стара планина,
до ней север се синей.
Слънце Витош позлатява,
към Цариград се белей.
Припев:
Мила Родино,
ти си земен рай,
твойта хубост, твойта прелест,
ах, те нямат край!
Хайде братя българи,
към Балкана да вървим.
Там се готви бой юнашки,
за свобода, правдини.
При приемането на песента като химн на Народна република България през 1964 г. последният куплет е премахнат и са добавени други 2 куплета, които отпадат след 1990 г.:
Паднаха борци безчет,
за народа наш любим.
Майко, дай ни мъжка сила,
пътя им да продължим!
(Припев...)

Дружно братя българи,
с нас Москва е в мир и бой!
Партия велика води,
нашият победен строй.
(Припев...)

## Спорове по „Мила Родино“
Песента неведнъж е била критикувана, както поради произхода на мелодията, така и поради политическите промени в текста.
Когато през 1964 г. е свикана комисия, за да приеме „Мила Родино“ за химн, на решението се противопоставя композиторът акад. Петко Стайнов, който твърди, че това е стара еврейска мелодия, като това според него е пречка. Въпреки това „Мила Родино“ става национален химн. Добри Христов също споменава, че мелодията е заимствана от еврейската музикална традиция, като уточнява, че в българската песенна памет има стотици мелодии, които са заимствани от други народи и са станали неразделна част от българското музикално наследство. Добри Христов е и автор на първоначалния аранжимент на песента за еднороден хор. Част от текста на химна до 1990 г. е политически мотивиран и възпява абсурдно столица на чужда държава, макар на практика този куплет да не се изпълнява. Впоследствие текстът е преработен от Димитър Методиев и Георги Джагаров и е направена допълнителна хармонизация от Филип Кутев и Александър Райчев.
След 10 ноември 1989 г. в VII велико народно събрание са направени други предложения за национален химн, но окончателно се налага „Мила Родино“.

## Други
На химна е наречена улица „Мила родина“ в квартал „Стрелбище“ в София (Карта).